# UC: Undercover
UC: Undercover är en amerikansk thrillerserie från 2001.

## Om TV-serien
UC: Undercover sändes i 13 avsnitt under 2001-2002.

## Rollista (i urval)
- Oded Fehr - Frank Donovan
- Jon Seda - Jake Shaw
- Vera Farmiga - Alex Cross
- Bruklin Harris - Monica Davis
- Jarrad Paul - Cody
- William Forsythe - Sonny Walker